# Вамос
Ва̀мос (на гръцки: Βάμος) е село в Република Гърция, разположено на остров Крит, дем Апокоронас. Селото има население от 665 души.

## Личности
Родени във Вамос
- Димитриос Ламбракис, гръцки революционер
- Леонидас Папамалекос (? – 1912), гръцки революционер
- Михаил Фрадзескакис, гръцки просветен деец и революционер